# 博氏南冰鰧
博氏南冰鰧為輻鰭魚綱鱸形目南極魚亞目南極魚科的其中一種，分布於南冰洋海域，棲息深度可達550公尺，體長可達28公分，生活在中底層水域，屬肉食性，以橈腳類為食，體內具有防凍物質，可忍受零度以下的溫度。